# Lijst van rijksmonumenten in Formerum
De plaats Formerum telt 16 inschrijvingen in het rijksmonumentenregister. Hieronder een overzicht. 
| Object                                                                                | Oorspronkelijke functie?  | Bouwjaar                                                                                  | Architect          | Locatie                                      | Coördinaten?                  | Nr.?  | Afbeelding                                                                |
| ------------------------------------------------------------------------------------- | ------------------------- | ----------------------------------------------------------------------------------------- | ------------------ | -------------------------------------------- | ----------------------------- | ----- | ------------------------------------------------------------------------- |
| Boerderij met topgevel met beitelingen in rode steen en halfrond gesloten venstertjes | Boerderij                 |                                                                                           |                    | Ynzeweg 4 (tot 2010: Formerum 5)             | 53° 23' 21" NB, 5° 18' 10" OL | 35092 | Meer afbeeldingen                                                         |
| Koffiemolen (Formerumermolen)                                                         | Industrie- en poldermolen | 1838 (oorspronkelijk) 1876 (herbouw op huidige locatie) 1964 (verbouw) 2002 (restauratie) |                    | Formerum 6                                   | 53° 23' 21" NB, 5° 18' 16" OL | 35093 | Meer afbeeldingen                                                         |
| Eenvoudig huisje in de vorm van een boerderijtje aan de voet van de molen             | Boerderij                 |                                                                                           |                    | Formerum 8                                   | 53° 23' 22" NB, 5° 18' 17" OL | 35094 | Eenvoudig huisje in de vorm van een boerderijtje aan de voet van de molen |
| Woning met lage zijwand en zesruitsvensters                                           | Woonhuis                  |                                                                                           |                    | Ynzeweg 2 (tot 20101: Formerum 9)            | 53° 23' 22" NB, 5° 18' 11" OL | 35095 | Meer afbeeldingen                                                         |
| Noorderlicht                                                                          | Boerderij                 | 1873                                                                                      |                    | Formerum 38                                  | 53° 23' 24" NB, 5° 18' 50" OL | 35096 | Meer afbeeldingen                                                         |
| Vesta                                                                                 | Boerderij                 | 1791                                                                                      |                    | Formerum 77                                  | 53° 23' 26" NB, 5° 18' 49" OL | 35097 | Meer afbeeldingen                                                         |
| Boerderijtje                                                                          | Boerderij                 | 1882                                                                                      |                    | Formerum 81                                  | 53° 23' 26" NB, 5° 18' 51" OL | 35098 | Meer afbeeldingen                                                         |
| Geheel vrij in het land ten noorden van de weg gelegen boerderijtje met bakhuis       | Boerderij                 | late 19e eeuw                                                                             |                    | Formerum 103                                 | 53° 23' 31" NB, 5° 19' 6" OL  | 35099 | Meer afbeeldingen                                                         |
| 't Spylske Huus                                                                       | Boerderij                 | 1709                                                                                      |                    | Formerum Zuid 3                              | 53° 23' 17" NB, 5° 18' 23" OL | 35100 | Meer afbeeldingen                                                         |
| Rechthoekige woning onder dwars dak tussen topgevels                                  | Woonhuis                  |                                                                                           |                    | Formerum Zuid 4                              | 53° 23' 17" NB, 5° 18' 25" OL | 35101 | Meer afbeeldingen                                                         |
| Kinackers                                                                             | Boerderij                 | 1894                                                                                      |                    | Formerum Zuid 6                              | 53° 23' 15" NB, 5° 18' 29" OL | 35102 | Meer afbeeldingen                                                         |
| 't Jit                                                                                | Boerderij                 | 1740 1952 (rest.)                                                                         | G. Feenstra (1952) | Formerum Zuid 7                              | 53° 23' 16" NB, 5° 18' 34" OL | 35103 | Meer afbeeldingen                                                         |
| Eenvoudige boerderij met gemoderniseerde voorgevel                                    | Boerderij                 | 1841                                                                                      |                    | Formerum Zuid 8                              | 53° 23' 17" NB, 5° 18' 36" OL | 35104 | Meer afbeeldingen                                                         |
| Martje                                                                                | Boerderij                 | 1854                                                                                      |                    | Formerum Zuid 10                             | 53° 23' 18" NB, 5° 18' 42" OL | 35105 | Meer afbeeldingen                                                         |
| Wrakkenmuseum. Eenvoudige boerderij met jongere schuur                                | Boerderij                 | 1859 1906 (schuur)                                                                        |                    | Formerum Zuid 13                             | 53° 23' 21" NB, 5° 18' 51" OL | 35106 | Meer afbeeldingen                                                         |
| Terrein met overblijfselen van een kapel met kerkhof                                  | Archeologisch monument    | middeleeuwen                                                                              |                    | tussen Formerum, Witzandpad en Formerum Zuid | 53° 23' 21" NB, 5° 18' 53" OL | 46016 | Meer afbeeldingen                                                         |